# Államok vezetőinek listája 185-ben
Ezen az oldalon az i. sz. 185-ben fennálló államok vezetőinek névsora olvasható földrészek, majd országok szerinti bontásban. 

## Európa
- Boszporoszi Királyság
  - Király: II. Szauromatész (174/175–210/211)

- Római Birodalom
  - Császár: Commodus (180–192) 
    - Consul: Triarius Maternus
    - Consul: Tiberius Claudius Bradua Atticus

  - Britannia provincia
    - Legatus: Ulpius Marcellus (kb. 182–185)
    - Legatus: Publius Helvius Pertinax (185-187)

## Ázsia
- Armenia
  - Király:  II. Vologaészész (kb. 180–kb. 190)

- Elümaisz
  - Király: Vologaészész (kb. 180-kb. 190)

- Harakéné
  - Király: II. Attambélosz (kb. 180–kb. 195)

- Hsziungnuk
  - Sanjü: Csiangcsu (179-188)

- Ibériai Királyság
  - Király: II. Paraszmenész (135–185)
  - Király: II. Amazaszposz (185–189)

- India
  - Anuradhapura
    - Király: Kanitha Tissza (165–193)

  - Szátaváhana Birodalom
    - Király: III. Szrí Jadzsna Szátakarni (170–199)

- Japán
  - Császár: Szeimu (131–191)

- Kína (Han-dinasztia)
  - Császár: Han Ling-ti (168–189)

- Korea
  - Pekcse
    - Király: Cshogo (166–214)

  - Kogurjo
    - Király: Kogukcshon  (179–197)

  - Silla
    - Király: Polhju (184–196)

  - Kumgvan Kaja
    - Király: Szuro (42–199?)

- Kusán Birodalom
  - Király: I. Vaszudéva (184–220)

- Oszroéné
  - Király: VIII. Abgar (167–212)

- Pártus Birodalom
  - Nagykirály: IV. Vologaészész (147-191)

- Római Birodalom
  - Asia provincia
    - Proconsul: Titus Flavius Sulpicianus (180–192)

## Afrika
- Római Birodalom
  - Aegyptus provincia
    - Praefectus: Pomponius Faustinianus (185–187)

- Kusita Királyság
  - Kusita uralkodók listája

## Fordítás
- Ez a szócikk részben vagy egészben  a   Liste der Staatsoberhäupter 185 című német Wikipédia-szócikk ezen változatának fordításán alapul.  Az eredeti cikk szerkesztőit annak laptörténete sorolja fel. Ez a jelzés csupán a megfogalmazás eredetét és a szerzői jogokat jelzi, nem szolgál a cikkben szereplő információk forrásmegjelöléseként.